# Michael Wenden
Michael Vincent „Mike“ Wenden AM MBE (* 17. November 1949 in Sydney) ist ein ehemaliger australischer Schwimmer. Er gewann bei den Olympischen Spielen 1968 in Mexiko-Stadt Goldmedaillen über 100 und 200 Meter Freistil. Außerdem holte er noch Silber mit der 4-mal-200-Meter-Freistilstaffel der Australier und Bronze mit der 4-mal-100-Meter-Freistilstaffel. Bei Weltmeisterschaften gewann Wenden eine Silber- und eine Bronzemedaille. Wenden trat von 1966 bis 1974 dreimal bei den Commonwealth Games an und gewann dort neun Goldmedaillen. 

## Sportliche Karriere
Wenden begann im Alter von 12 Jahren mit dem Schwimmsport. Seine ersten internationalen Erfolge erreichte er bei den British Empire and Commonwealth Games 1966 in Kingston, Jamaika. Dort siegte er über 100 Meter Freistil, mit der 4-mal-110-Yards-Freistilstaffel und mit der 4-mal-220-Yards-Freistilstaffel.
Zwei Jahre später bei den Olympischen Spielen in Mexiko-Stadt trat Wenden in fünf Disziplinen an. Zum Auftakt gewann die australische 4-mal-100-Meter-Freistilstaffel mit Gregory Rogers, Robert Cusack, Robert Windle und Michael Wenden die Bronzemedaille hinter den Staffeln aus den Vereinigten Staaten und aus der Sowjetunion. Zwei Tage später fand das Finale über 100 Meter Freistil statt. Wenden hatte im Vorlauf mit 53,6 Sekunden die schnellste Zeit geschwommen und im Halbfinale mit 52,9 Sekunden einen neuen olympischen Rekord aufgestellt. Im Finale verbesserte er den Weltrekord auf 52,2 Sekunden und siegte mit 0,6 Sekunden Vorsprung auf Kenneth Walsh aus den Vereinigten Staaten, Dritter wurde dessen Landsmann Mark Spitz. Die nächste Entscheidung war die 4-mal-200-Meter-Freistilstaffel, die Staffel aus den Vereinigten Staaten gewann mit 1,4 Sekunden Vorsprung vor der australischen Staffel mit Gregory Rogers, Graham White, Robert Windle und Michael Wenden. Im Wettbewerb über 200 Meter Freistil erreichte Wenden mit der schnellsten Zeit von 1:59,3 Minuten das Finale. Im Finale verbesserte er den olympischen Rekord auf 1:55,2 Minuten und gewann mit 0,6 Sekunden Vorsprung vor Donald Schollander und fast drei Sekunden Vorsprung vor John Nelson, den beiden besten Schwimmern aus den Vereinigten Staaten. Zum Abschluss der olympischen Schwimmwettbewerbe 1968 belegte Wenden mit der Lagenstaffel in der Besetzung Karl Byrom, Ian O’Brien, Robert Cusack und Michael Wenden den vierten Platz mit einer Zehntelsekunde Rückstand auf die Staffel aus der Sowjetunion.
Bei den British Commonwealth Games 1970 in Edinburgh standen im Gegensatz zu 1966 metrische Distanzen auf dem Programm. Wenden siegte über 100 Meter und 200 Meter Freistil und gewann zwei weitere Goldmedaillen mit den beiden Freistilstaffeln, die Lagenstaffel Australiens erhielt die Silbermedaille hinter den Kanadiern.
1972 bei den Olympischen Spielen in München war Wenden für fünf Disziplinen gemeldet, trat aber nicht mit der 4-mal-100-Meter-Freistilstaffel an, da er für das Finale geschont wurde, das die australische Staffel als Zehnte der Qualifikation gar nicht erreichte. Über 200 Meter Freistil erreichte Wenden sein bestes Ergebnis der Spiele in München mit dem vierten Platz bei 0,41 Sekunden Rückstand auf den Drittplatzierten. Es folgten fünfte Plätze mit der 4-mal-200-Meter-Freistilstaffel und über 100 Meter Freistil. Die Lagenstaffel verfehlte als Neunte der Qualifikation das Finale um 0,3 Sekunden.
1973 fanden in Belgrad die ersten Weltmeisterschaften statt. Über 100 Meter Freistil siegte James Montgomery aus den Vereinigten Staaten vor dem Franzosen Michel Rousseau und Michael Wenden, der mit 52,22 Sekunden die Zeit schwamm, die er bei seinem Olympiasieg 1968 als Weltrekord erreicht hatte. Die 4-mal-200-Meter-Freistilstaffel in der Besetzung John Kulasalu, Stephen Badger, Brad Cooper und Michael Wenden gewann die Silbermedaille hinter der Staffel aus den Vereinigten Staaten.
Zum Abschluss seiner Karriere trat Wenden bei den British Commonwealth Games 1974 in Christchurch an. Er siegte über 100 Meter Freistil und belegte über 200 Meter Freistil den dritten Platz. Bei den Staffeln siegten die Australier in der 4-mal-200-Meter-Freistilstaffel. In der kurzen Freistilstaffel und in der Lagenstaffel erschwammen die Australier jeweils Silber hinter den Kanadiern.
Neben seinen internationalen Erfolgen gewann Wenden im Lauf seiner Karriere 11 australische Meistertitel auf Einzelstrecken und 16 weitere in Staffeln.
Wenden ist seit 1969 Mitglied des Order of the British Empire. Im Jahr 1979 wurde Wenden in die International Swimming Hall of Fame (ISHOF) aufgenommen. Seit 1985 ist er Mitglied der Sport Australia Hall of Fame. Bei den Olympischen Spielen 2000 in Sydney gehörte er zu den acht Personen, die die olympische Flagge ins Stadion trugen. 2006 wurde er in den Order of Australia aufgenommen.